# فيديريكو بيتزاروتي
فيديريكو بيتزاروتي (من مواليد 7 أكتوبر 1973) سياسي إيطالي، يشغل منصب عمدة مدينة بارما من عام 2012 إلى عام 2022. كان عضوًا في حركة الخمس نجوم، والآن زعيم إيطاليا في كومون.
صنع الأخبار الوطنية من خلال كونه أول عمدة لحركة الخمس نجوم في عاصمة إقليمية لإيطاليا، بعد انتخابه في 21 مايو 2012 بنسبة 60.22٪ من الأصوات في انتخابات الإعادة.
غادر حركة الخمس نجوم في 3 أكتوبر 2016، بعد سنوات من التوترات مع القيادة الوطنية للحزب والتي بلغت ذروتها في تعليقه في فبراير 2016. بعد مغادرته حركة الخمس نجوم واصل ولايته كمستقل بدعم من مجموعة مجلس مدينة بارما (تتألف من أعضاء مجلس حركة النجوم الخمسة السابقين الذين وقفوا إلى جانب رئيس البلدية).
في 25 يونيو 2017 تم تعيين بيتزاروتي رئيسًا لبلدية بارما لولاية ثانية من خلال الترشح كمستقل تدعمه حركته المدنية إيفيتو بارما.
في الفترة التي تسبق الانتخابات الأوروبية لعام 2019 قرر الترشح لعضوية البرلمان الأوروبي في إطار قائمة مشتركة لإيطاليا في كوموني، وحزب أكثر أوروبا وأحزاب أخرى صغيرة.